# 锐蚀地形
锐蚀地形（Fretted terrain）是火星某些区域共有的一种表面特征并发现于水手9号所拍摄的照片中。它位于两种不同的地形之间，火星表面可分为两部分：覆盖了北半球大部分地区的低矮、年轻、无陨坑的平原；以及覆盖了南半球和一小部分北半球的高耸、古老、陨坑遍布的区域。介于这两种区域间的地区被称为火星分界区，其中部分包含了锐蚀地形。这种地形混杂着悬崖、桌山、地垛群以及直壁和蜿蜒的峡谷，还包含有紧挨陡崖的平坦低地和1-2公里高的陡坡或悬崖，该地区的河谷有宽阔平坦的地表和陡峭的崖壁。锐蚀地形出现在阿拉伯台地北部区北纬30°至50°、西经270°至360°之间；以及埃奥利斯桌山群中北纬10°至南纬10°、西经240°至210°之间，锐蚀地形两个典型的示例是都特罗尼勒斯桌山群和普罗敦尼勒斯桌山群。 
阿拉伯高地(伊斯墨诺斯湖区)中的锐蚀地形似乎从狭窄的直谷过渡到孤耸的桌山。大部分桌山周围都环绕着被赋予不同称呼的地貌特征：环台地围裙、岩屑围裙、岩石冰川和舌状岩屑坡等。起初，它们看起来像地球上的岩石冰川，但科学家们尚不敢确定，即使在火星全球勘测者(MGS)和火星轨道器相机(MOC)拍摄了各种锐蚀地形照片后，专家们仍无法确定这些物质是否像富冰沉积物(冰川)那样移动或流动。最终，火星勘测轨道器的雷达研究表明，它们含有纯净的水冰，上面覆盖着一层隔温的薄岩层，从而证明了它们的真实属性。
除了台地周围岩石覆盖的冰川外，该地区还有许多谷底带有线纹楞脊和沟槽的陡峭峡谷，构成谷底的这些材料被称为线状谷底沉积，在海盗号拍摄的一些最好图像中，部分峡谷的沉积物看起来像地球上的阿尔卑斯型冰川。考虑到这种相似性，一些科学家认为这些谷底线纹可能是流入(或是通过)峡谷和山谷中的冰形成的，今天人们已普遍认为是冰川流造成的线纹。
埃奥利斯桌山群中的锐蚀地形与阿拉伯地形相似，但缺少舌状岩屑坡和线状谷底沉积。埃奥利斯桌山群的部分地区被覆盖着雅丹地貌易碎、层状材料的梅杜莎槽沟层所环绕。
锐蚀高原地层的起源目前仍不完全清楚，看起来它确实含有细粒物质，而且几乎完全没有巨砾。这种地层和火星大部分表面覆盖的火成岩玄武岩形成鲜明对比。玄武岩会变成巨石，最后碎成沙子。人们认为，当高原地层物分解时，这些细小的颗粒更容易被风带走，高原地层的侵蚀似乎比火星上的其他地层快得多。2018年在德克萨斯州举行的月球和行星科学会议上发表的研究报告表明，形成锐蚀地形的侵蚀是由地表下的水流推动的。

## 冰川
在火星大部分区域，冰川构成了包括锐蚀地形在内的大部分可观测表面，大部分高纬度区，尤其是伊斯墨诺斯湖区，据信仍含有大量的水冰。冰很可能是过去不同气候条件下以雪的形式沉积下来的。火星的转轴倾角变化远大于地球。有时，倾角的变化使极地冰盖升华，大气将水分带到中纬度区，在那里形成降雪和堆积。地球的倾角得益于较大的月球才稳定下来，而火星的两颗卫星都很小。
由于地表褶皱、坑洼，而且经常覆盖着显示运动方向的线状条纹，要在这片崎岖的地形上行走将是寸步难行。大部分粗糙的纹理是由于地下冰升华形成的坑洞所导致，冰直接蒸发为气体(这一过程被称为升华)后留下一个空穴，上覆的地层则会塌陷到空隙中。冰川不是纯冰，它们含有尘土和岩石。

### 悬崖

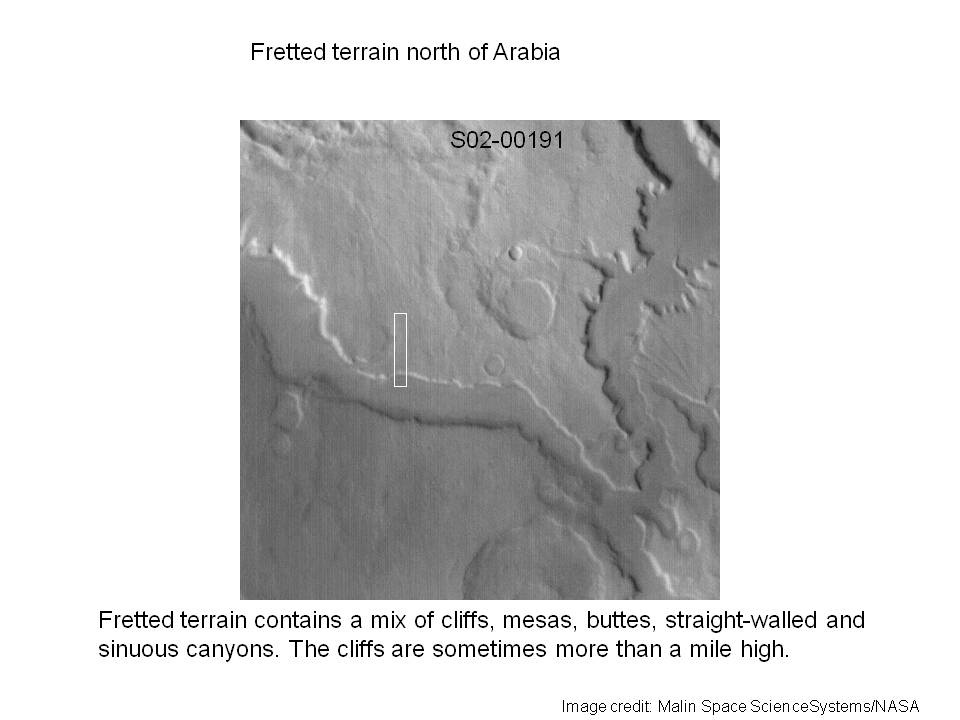
放显示在大版照片左侧的悬崖，火星全球探测器(MGS)高分辨率相机拍摄。
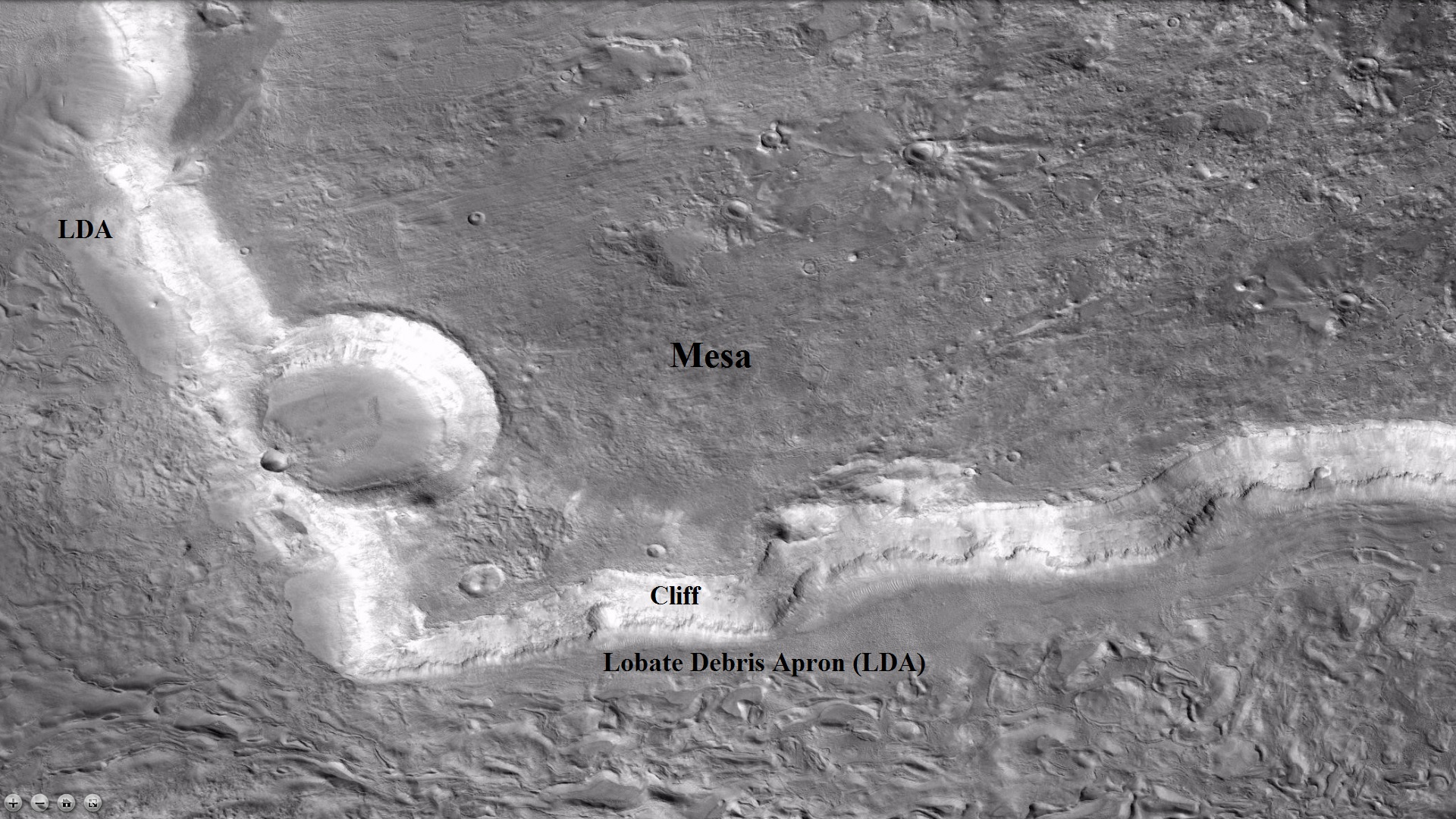
背景相机拍摄的桌山全景图，显示了悬崖面和舌状岩屑坡位置，地点为伊斯墨诺斯湖区。
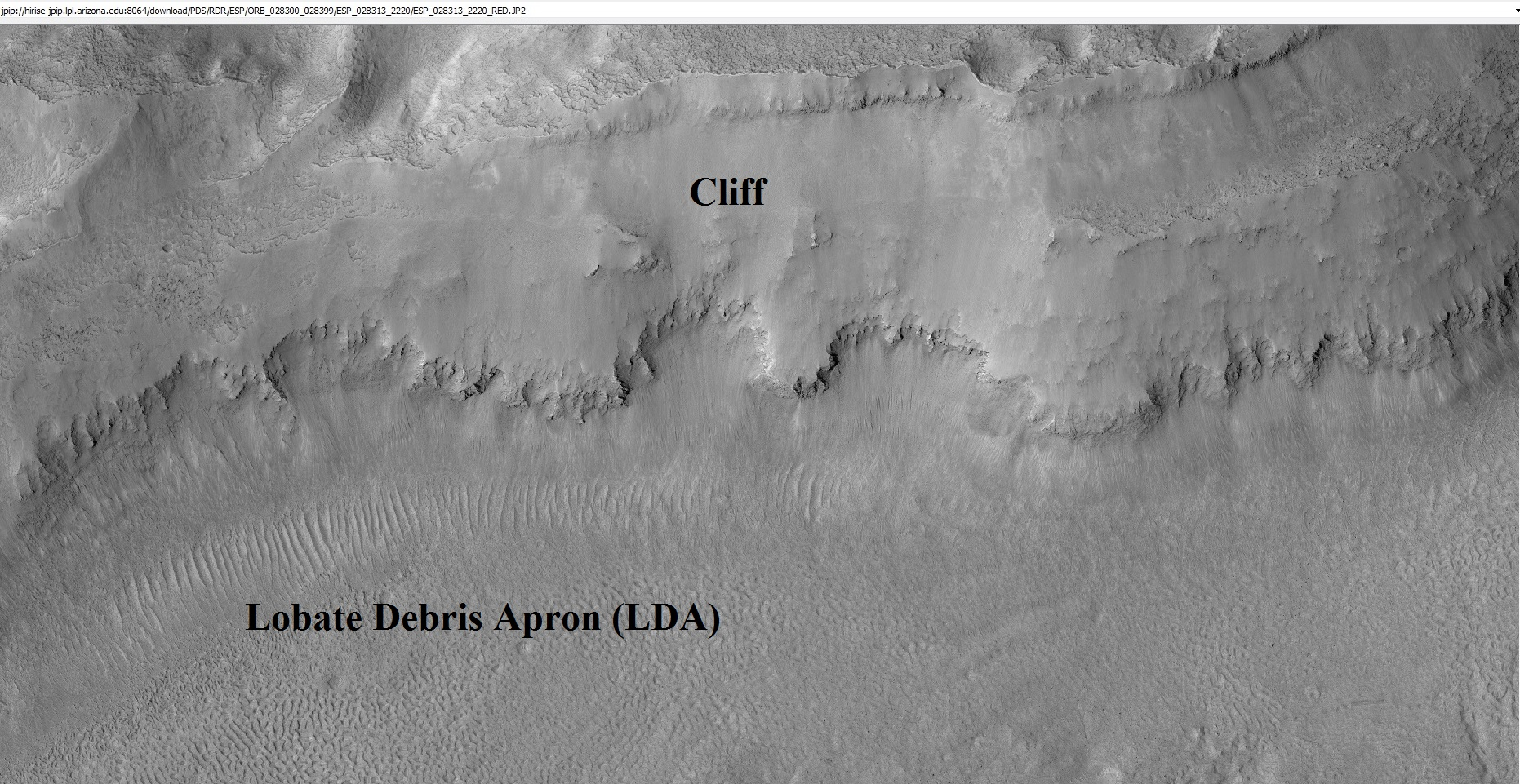
放大的前一幅桌山背景相机照片，显示了悬崖面和舌状岩屑坡的细节，地点为伊斯墨诺斯湖区。

### 线状底表沉积

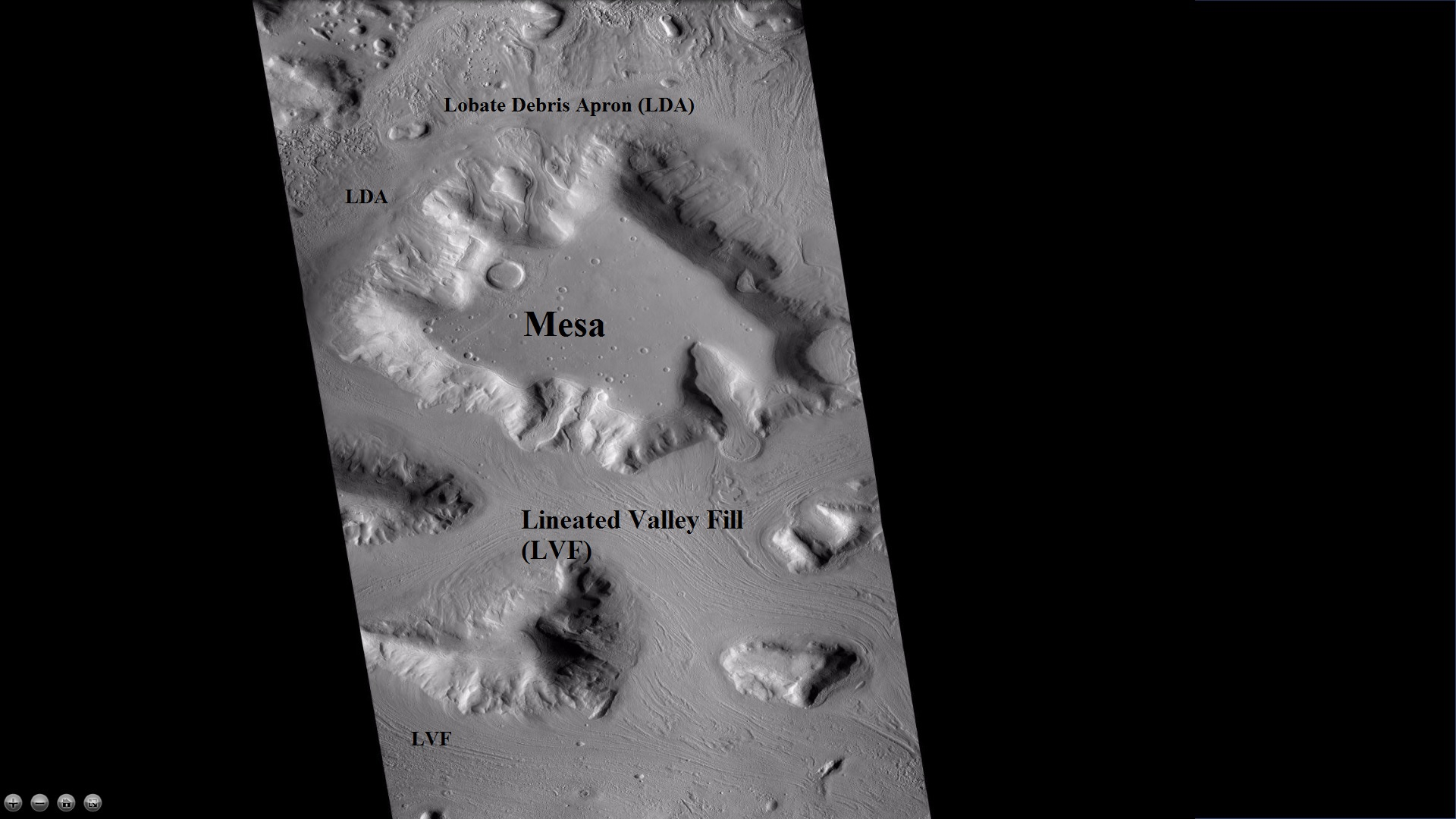
被舌状岩屑坡和线状谷底沉积环绕的桌山和丘群，地点为伊斯墨诺斯湖区。
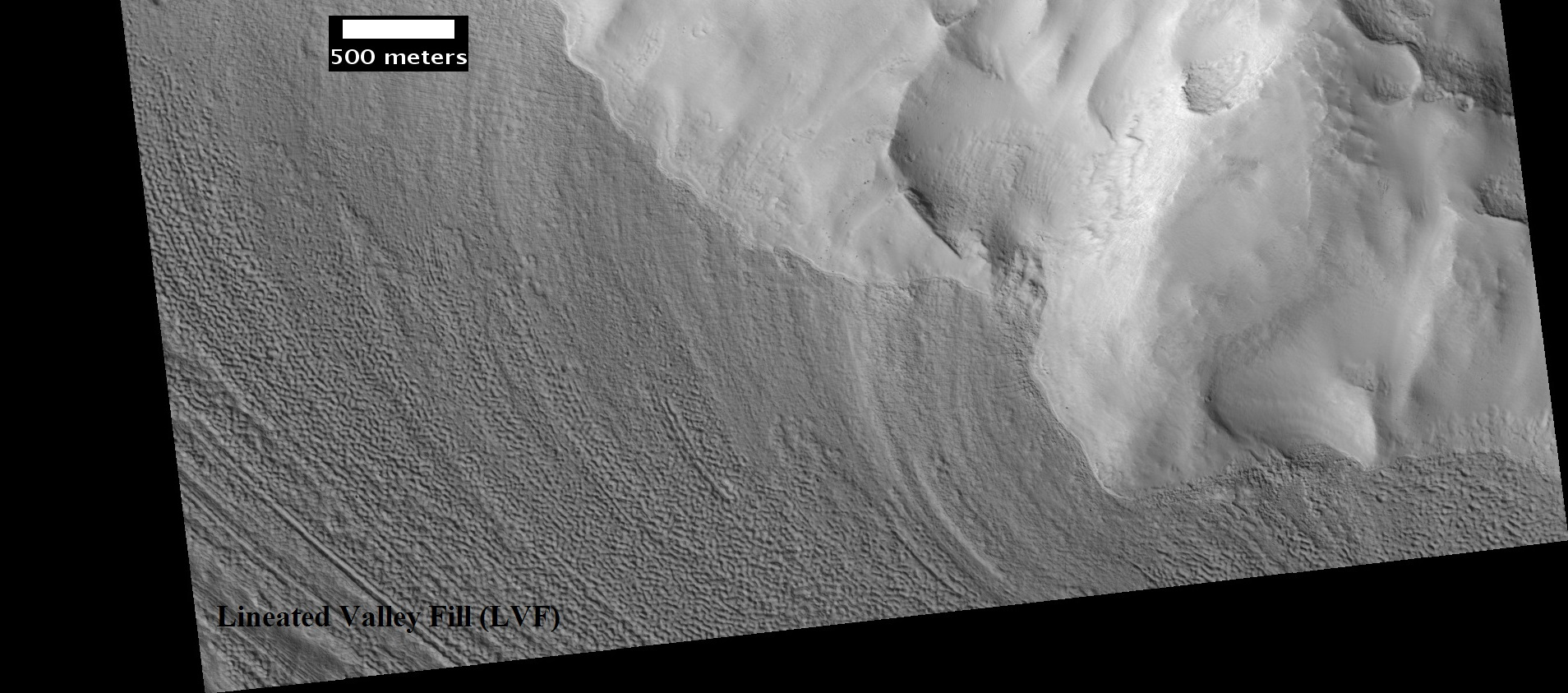
线状谷底沉积 (LVF)特写, 这是放大的前一幅背景相机照片。
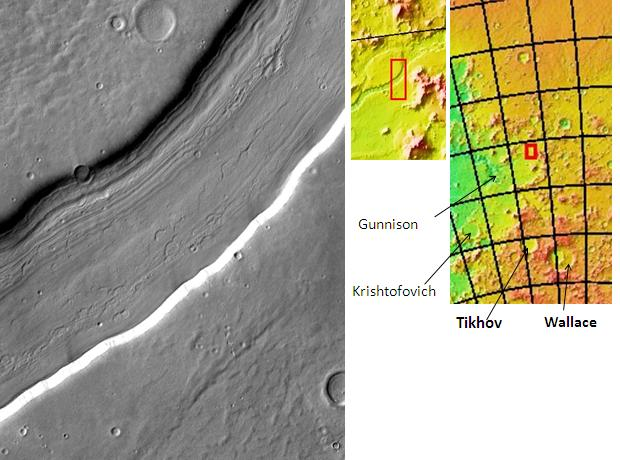
鲁尔谷中的线状底表沉积，地点为希腊区。点击图像查看其它有关系的地貌。
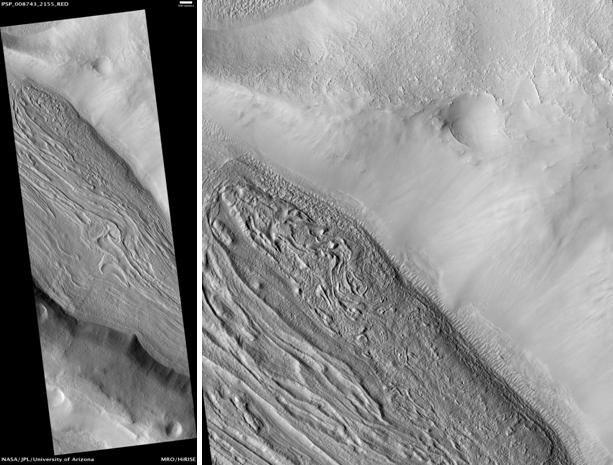
科勒槽沟群线状谷底沉积, 比例尺长度500米。

### 凹坑

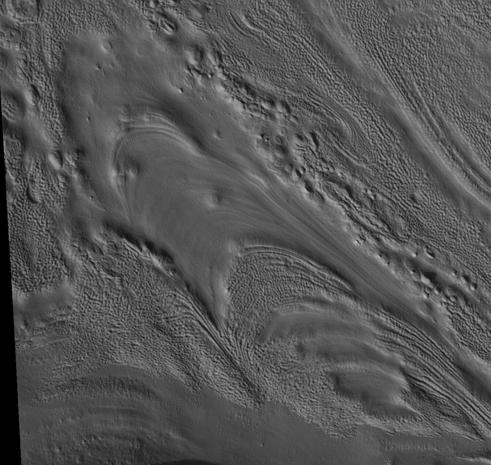
科勒槽沟群中的凹坑，据信形成于逸出的水。
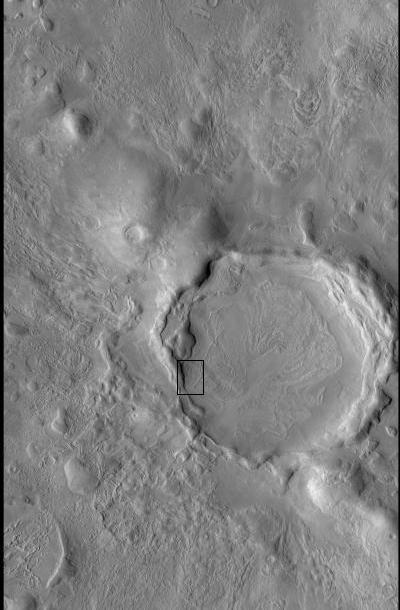
都特罗尼勒斯桌山群背景相机图，显示了下一幅图像中的位置。
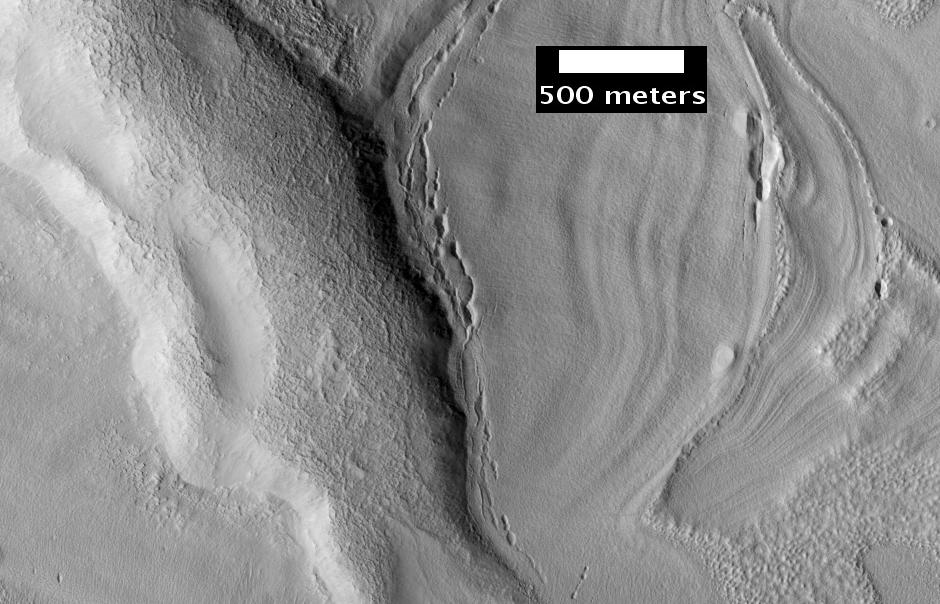
都特罗尼勒斯桌山群的凹坑

### 冰川特征
在阿拉伯锐蚀地形中，环绕着众多桌山群和丘群周边的是一种被称为舌状岩屑坡(LDA)的地貌，现在我们相信它通常是上面覆盖着一层薄岩屑的纯冰。雷达研究已经确定了舌状岩屑坡中含有冰，因此，这些冰对未来的火星定居者很重要。

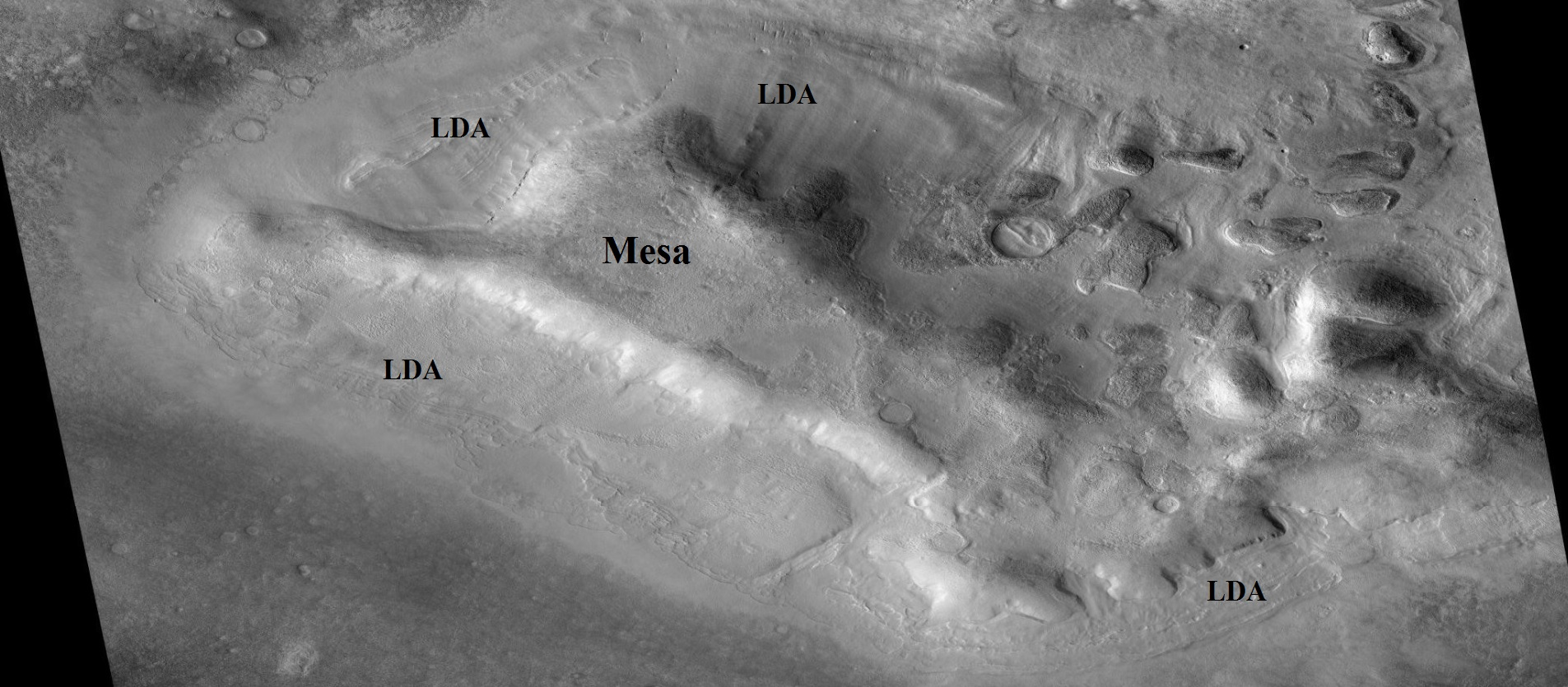
环桌山的舌状岩屑坡(LDAs) ，为看清二者间关系，桌山和舌状岩屑坡都被标注。
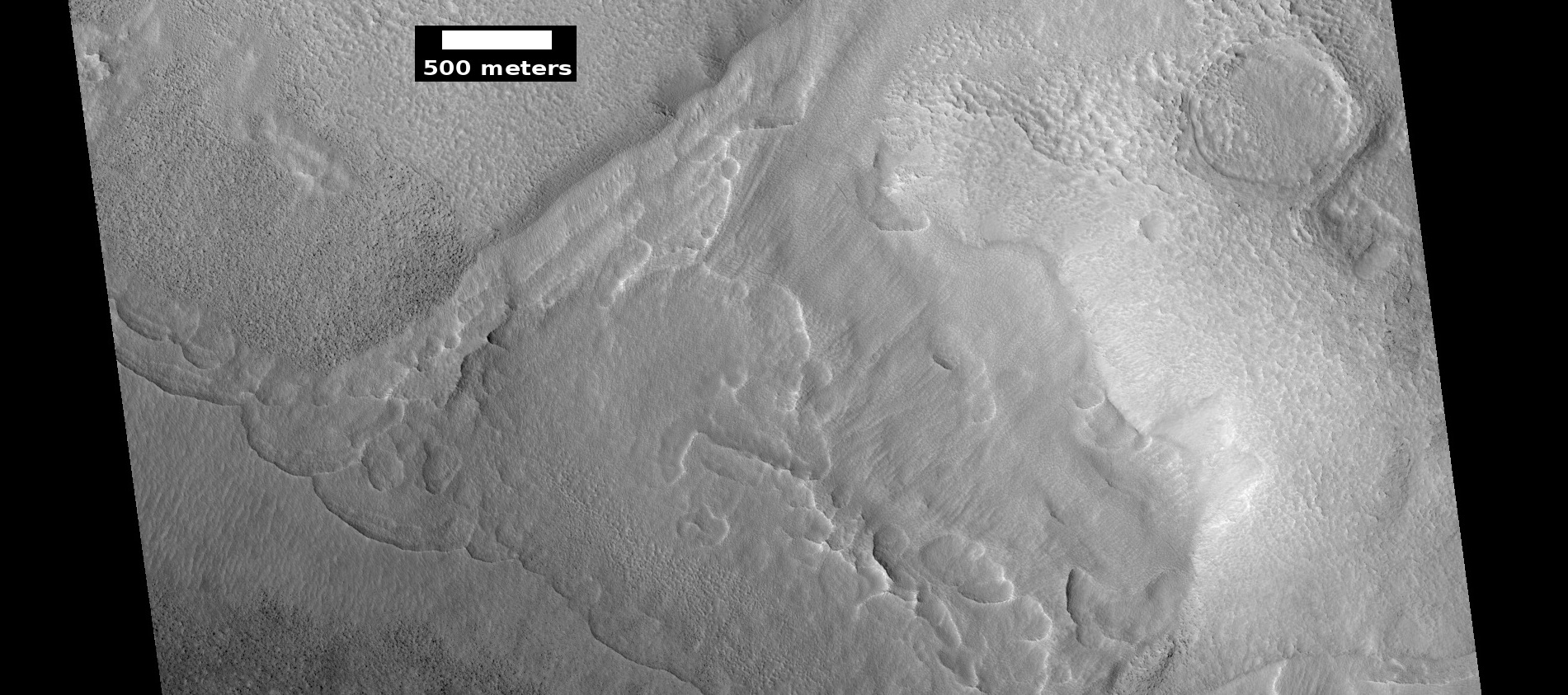
舌状岩屑坡特写，地点为伊斯墨诺斯湖区。
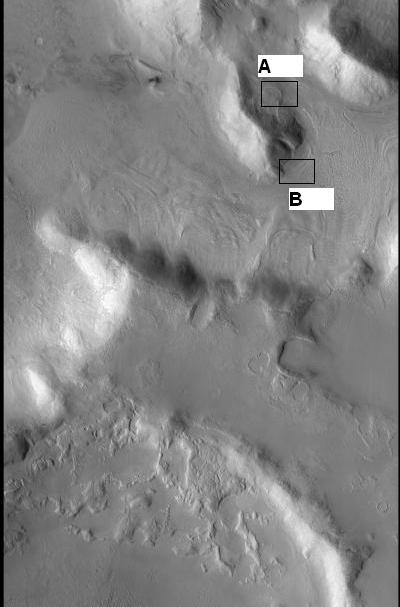
带提示框的背景相机照片，显示的位置将出现在下一幅图像中(A框)，地点为伊斯墨诺斯湖区。
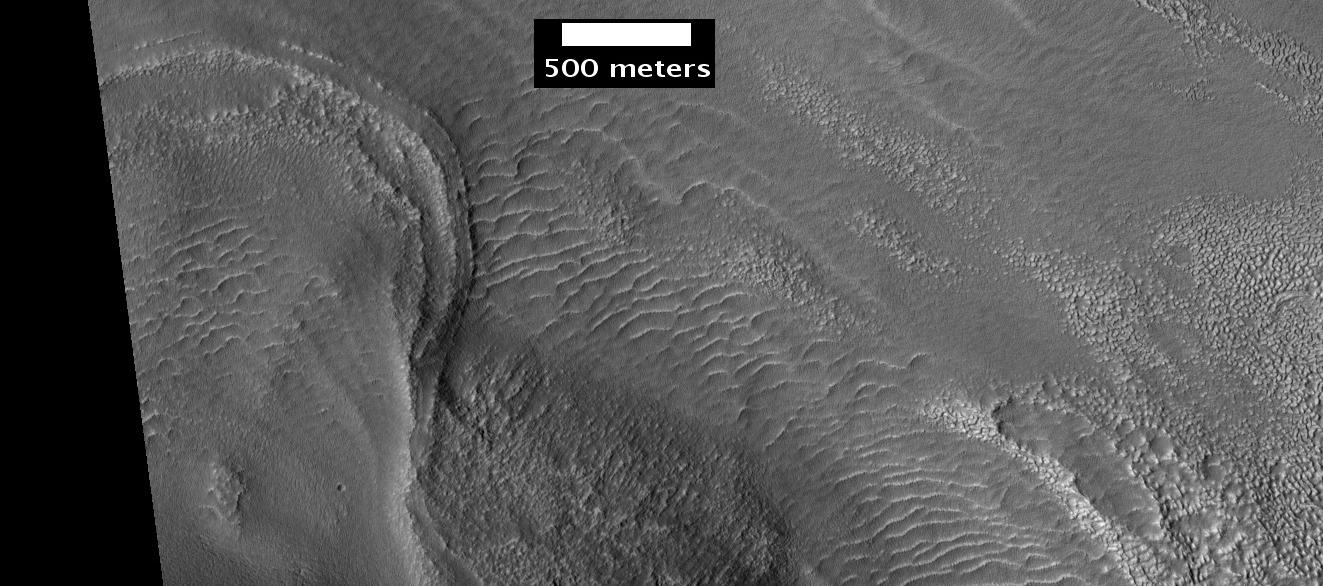
都特罗尼勒斯桌山群山丘上残留的前冰川冰碛，图中的位置是前一幅照片中黑线框所标示的A地点。
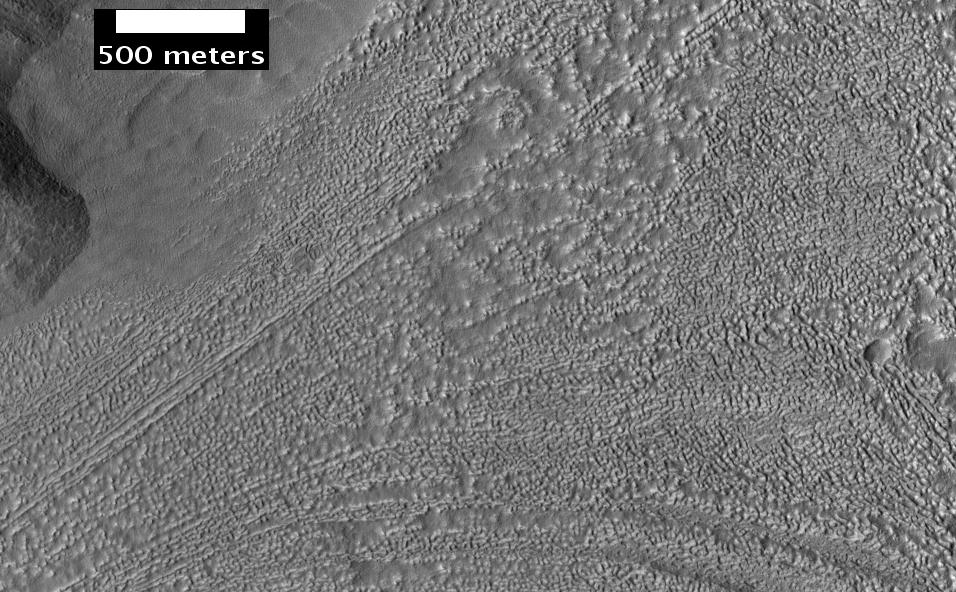
都特罗尼勒斯桌山群中山丘周围的复杂地表，图中的位置是上幅背景相机照片中黑线框所标示的B地点。
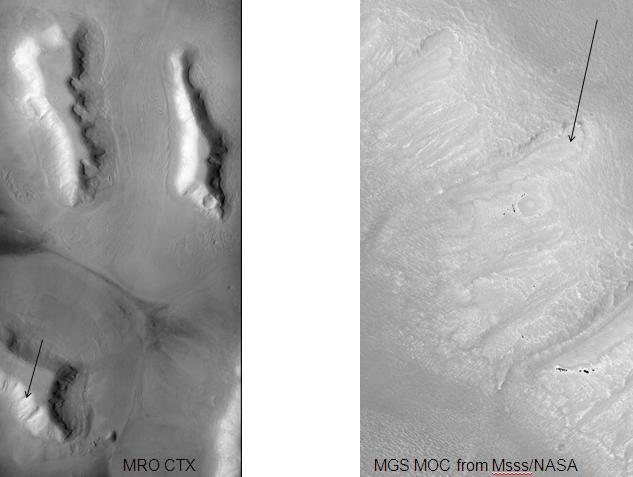
左图中的箭头指向一道可能被冰川雕琢过的峡谷。右图显示了火星全球勘测者号拍摄的该峡谷放大版图像。
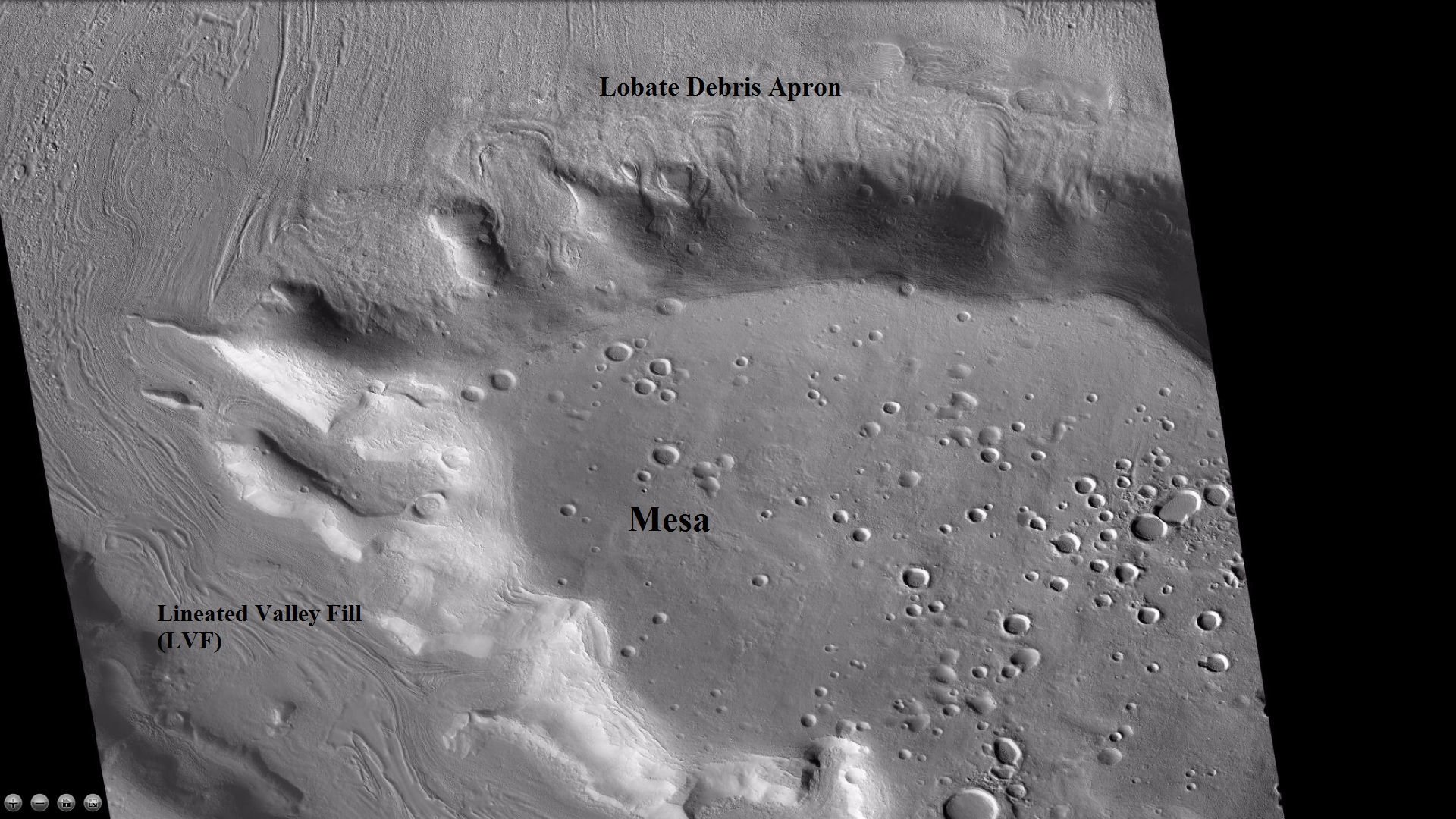
背景相机拍摄的桌山宽景照片，显示了舌状岩屑坡和线状谷底沉积，据信二者都为被岩屑覆盖的冰川，地点为伊斯墨诺斯湖区。
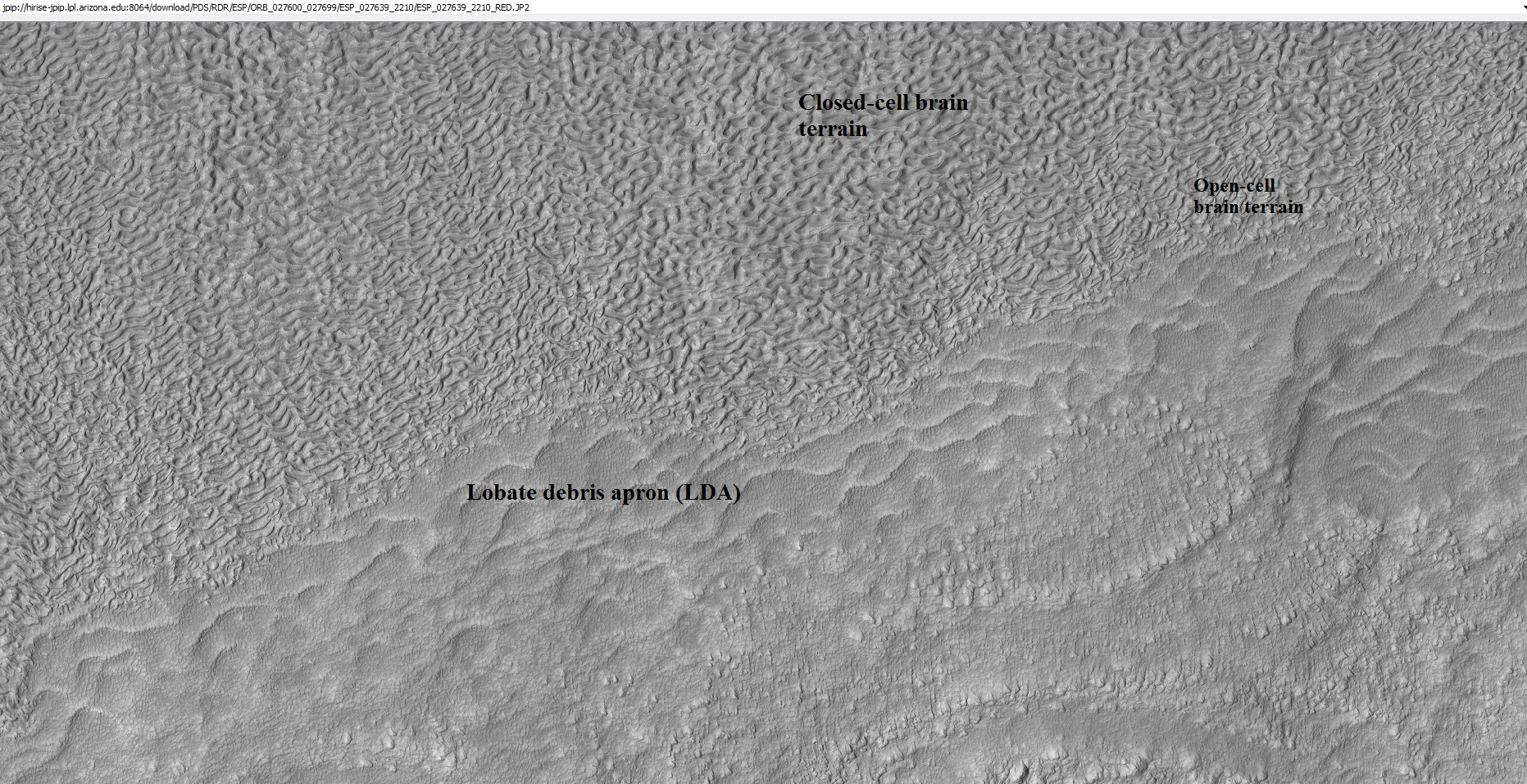
前一幅桌山背景相机照片中的舌状岩屑坡特写，显示了细胞开放型及更常见的细胞闭合型脑纹地形，细胞开放型脑纹地形被认为拥有冰核。
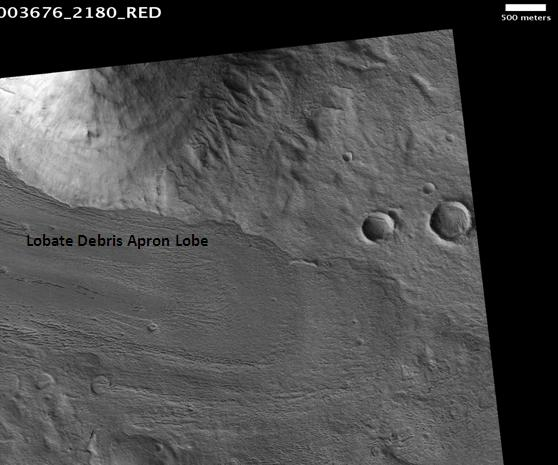
佛勒格拉山中的舌状岩屑坡，该岩屑坡可能主要是覆盖着一层薄岩屑的冰，因此，它可能是未来火星定居者的水源。图像来自刻布壬尼亚区。比例尺长500米。

## 其他锐蚀地形示例

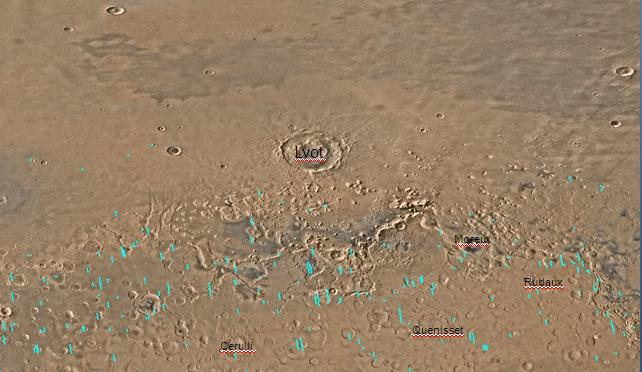
位于阿拉伯台地北面的伊斯墨诺斯湖区地图，火星上一处大明亮区，环绕山丘的冰川中含有大量的水冰。
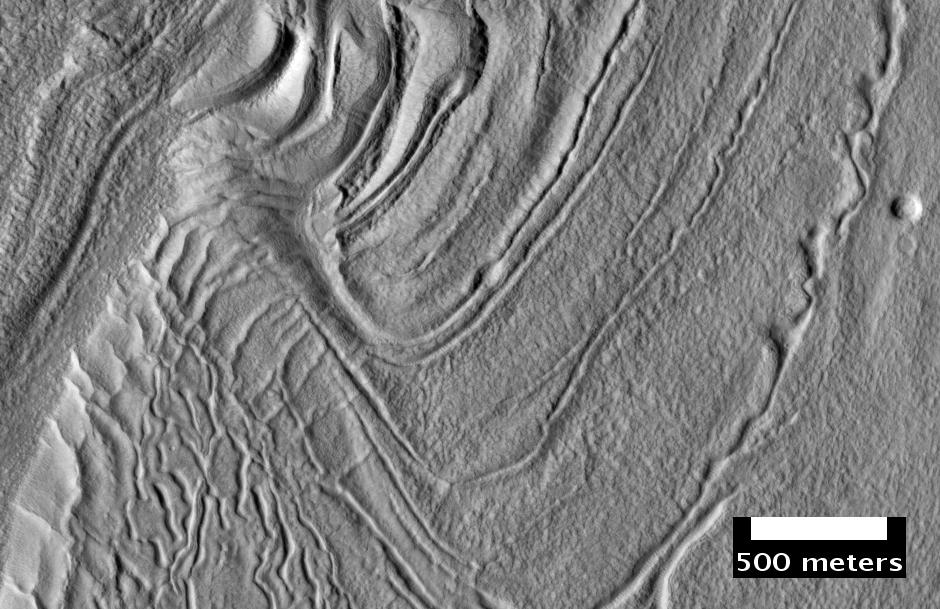
显示了楞脊和裂缝的都特罗尼勒斯桌山群表面
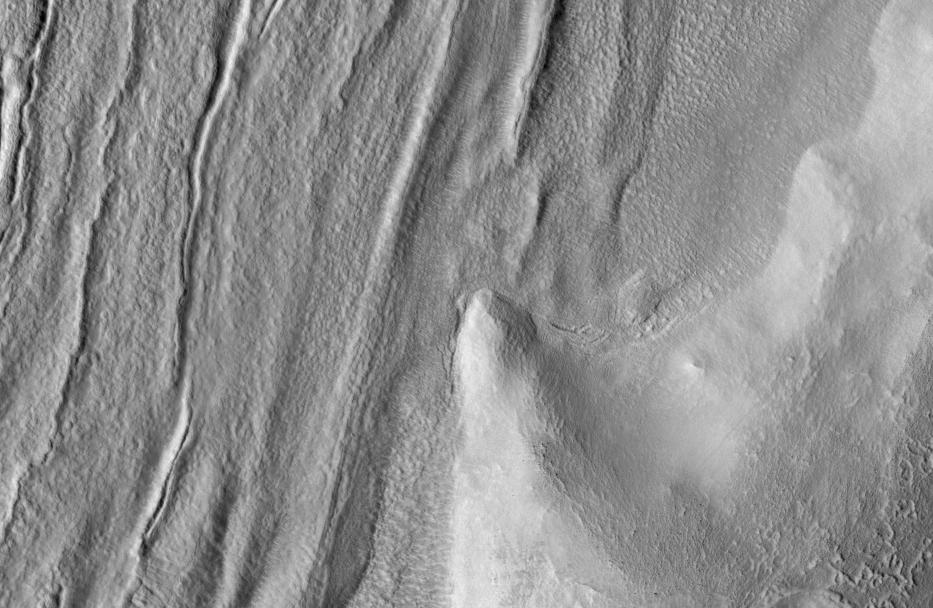
另一幅都特罗尼勒斯桌山群表面视图
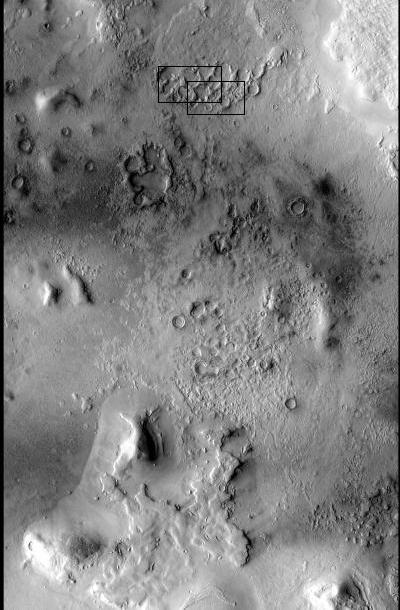
带黑线框的都特罗尼勒斯桌山群背景相机照片，显示了下二幅图像中的位置。
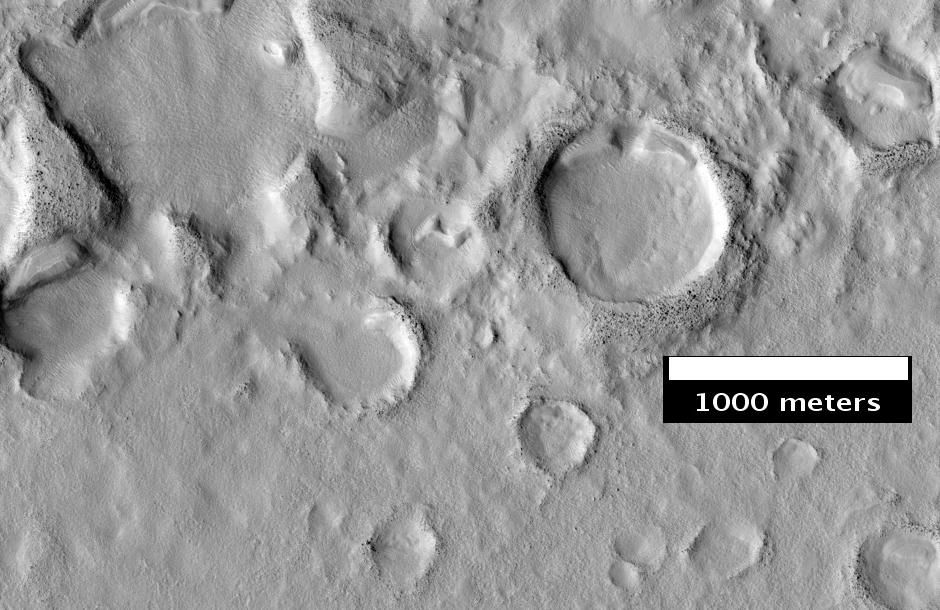
都特罗尼勒斯桌山群受侵蚀的锐蚀地形
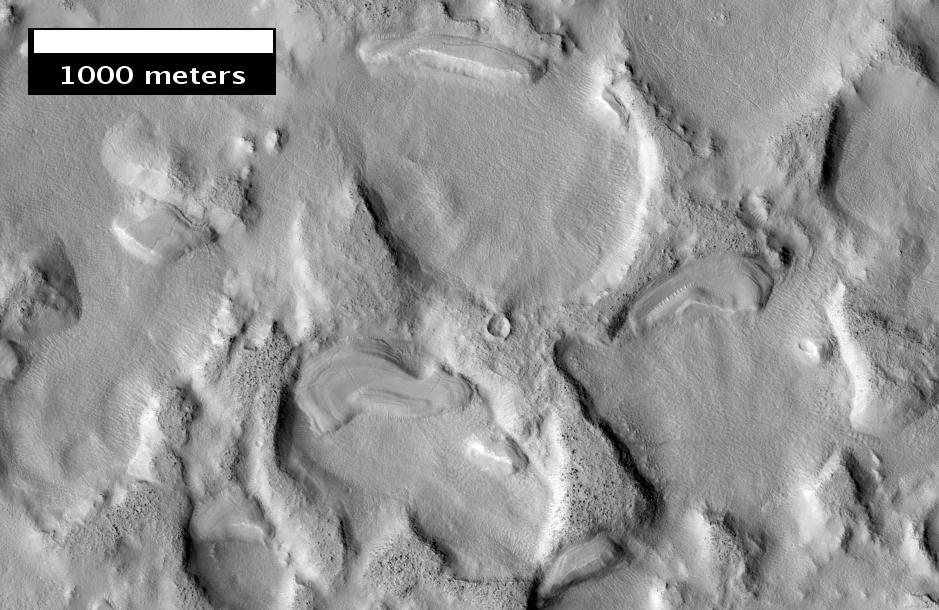
另一幅都特罗尼勒斯桌山群受侵蚀锐蚀地形照片
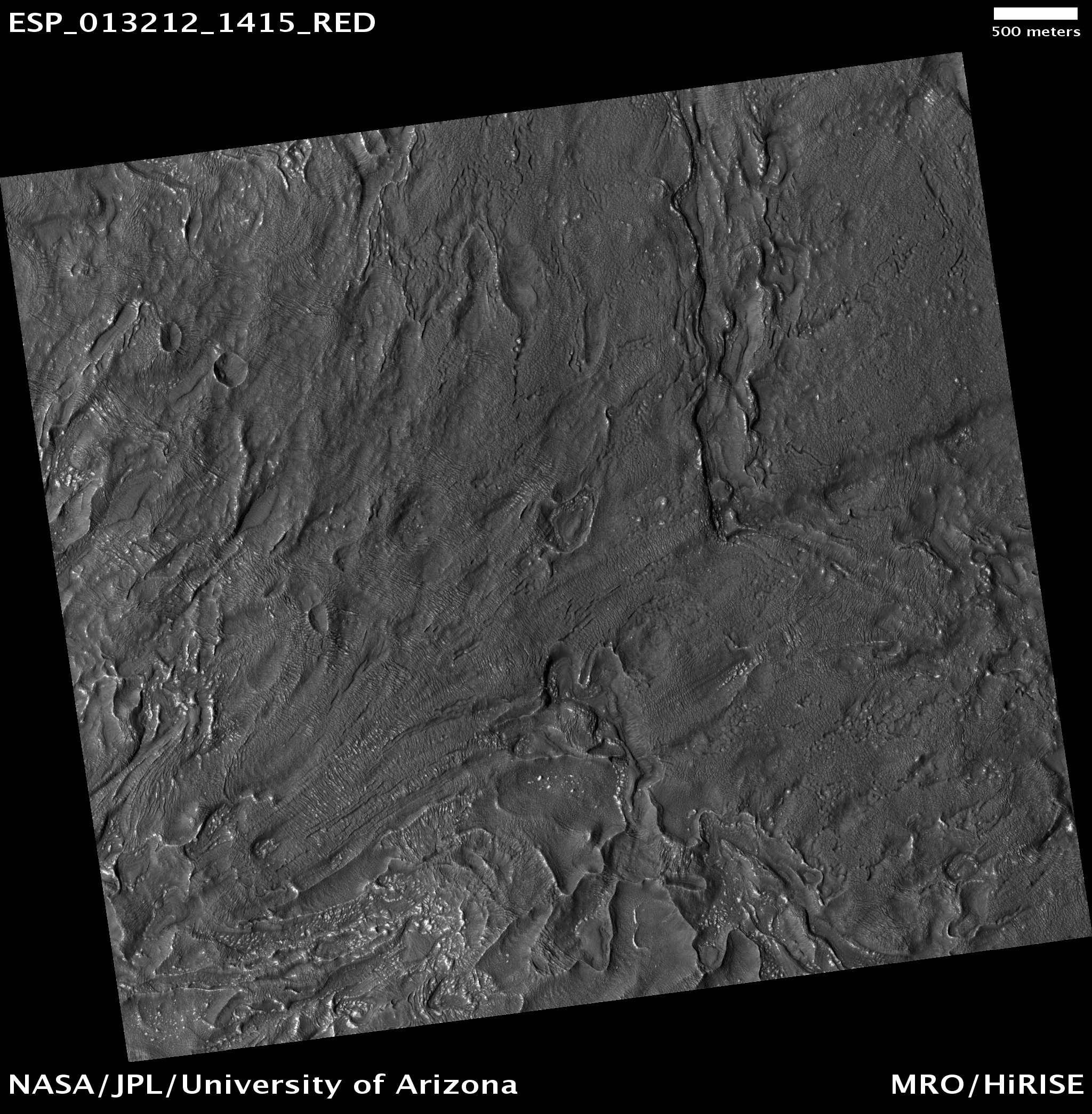
鲁尔谷周边的锐蚀地形
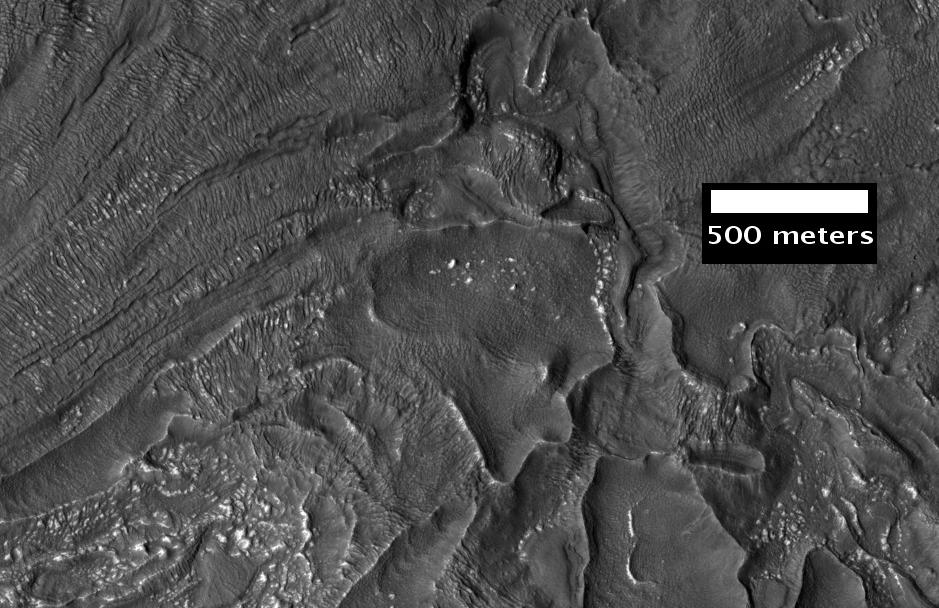
鲁尔谷附近锐蚀地形特写，要徒步穿行该地区无疑是一场挑战。

## 另请参阅
- 埃俄利斯区
- 火星气候
- 都特罗尼勒斯桌山群
- 火星地质
- 火星冰川
- 火星水文
- 伊斯墨诺斯湖区
- 火星分界
- 同心坑沉积
- 梅杜莎槽沟层
- 雅丹地貌
- 尼罗瑟提斯桌山群